# VEB Motorenwerk Nordhausen
Der VEB IFA Motorenwerke Nordhausen war der größte Motorenhersteller der DDR und mit 3700 Beschäftigten der größte Betrieb des Kreises Nordhausen.

## Geschichte

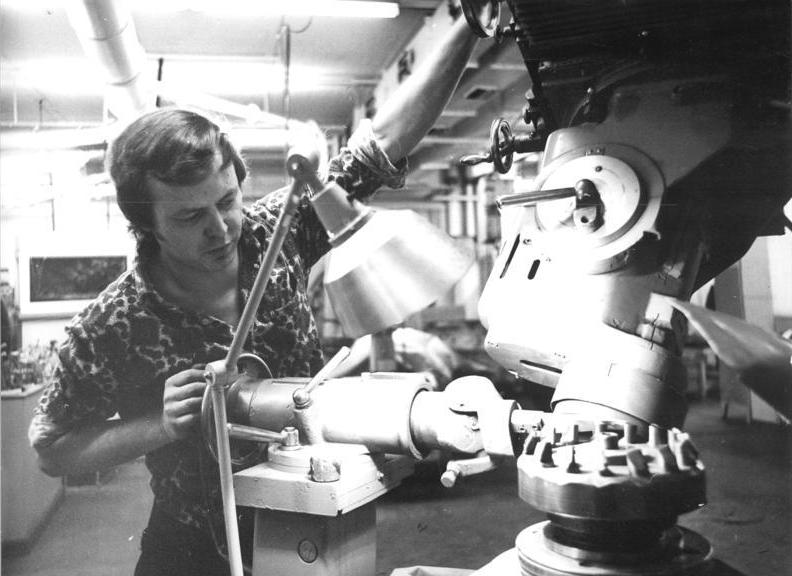
„Zwei Maschinen bedient Dreischichtmitarbeiter Rudi Wiegleb im IFA-Motorenwerk Nordhausen. An diesem Messerkopfschleifautomaten bearbeitet er Hochleistungsschnittwerkzeuge. Die Werktätigen dieses bedeutenden Kleindieselmotoren herstellenden Betriebes wollen im kommenden Jahr die Ausfallzeiten und den Reparaturaufwand an den hochwertigen Maschinen weiter senken.“

Das Unternehmen wurde 1948 gegründet und im gleichen Jahr Bestandteil der IFA Vereinigung Volkseigener Fahrzeugbau. Es entstand aus Resten der demontierten und zerstörten Maschinenbau & Bahnbedarfs AG. Zweiter Traktorenbauer in Nordhausen war die Nordhäuser Maschinenbau AG, die Normag. Beide waren traditionsreiche Unternehmen auf dem Gebiet des Verbrennungsmotoren- bzw. Traktorenbaus. Die Fertigung des ersten neu entwickelten Traktors begann 1949.
Am 17. Juni 1953 legten die Arbeiter in der mechanischen Fertigung geschlossen die Frühschicht nieder. Als Grund führten sie nach heftigen Debatten zur Normerhöhung die miserable Versorgungssituation in Nordhausen an.
1956 wurde das Unternehmen zusammen mit den anderen Traktorenwerken in der DDR der Industrieverwaltung Landmaschinenbau zugeordnet. Anfang der 1960er Jahre wurde eine Profilierung dieser Traktorenwerke auf Endfertigung, Motorenfertigung im Schlepperwerk Nordhausen und Getriebefertigung eingeleitet. Diese Profilierung wurde jedoch nicht für den Traktorenbau, sondern für den Industrieverband Fahrzeugbau wirksam, dem die Traktorenwerke ab 1964 wieder zugeordnet waren. Der Traktorenbau in der DDR war in der Folgezeit auf das Traktorenwerk Schönebeck beschränkt. Das Unternehmen in Nordhausen firmierte ab diesem Zeitpunkt als VEB Motorenwerk Nordhausen.
Der Betrieb zählte zum IFA-Kombinat Nutzkraftwagen Ludwigsfelde und verfügte über hochmoderne Fertigungsanlagen. Im Zeitraum 1965 bis 1990 wurden mehr als eine Million Dieselmotoren für LKW, Traktoren und selbstfahrende Arbeitsmaschinen produziert.
1983 wurde durch Politbüro- und Ministerratsbeschluss zum Serienbau einer neuen Generation von Dieselmotoren eine Investition in Höhe von 835 Millionen Mark getätigt, davon wurden 235 Millionen im Handel mit dem Westen ausgegeben. Wegen dieser Zusammenarbeit bei Service- und Kundendienstleistungen verfügte der Betrieb über 125 Reise- und Auslandskader, 65 Personen waren als Geheimnisträger verpflichtet.
VEB IFA Motorenwerke Nordhausen wurde nach 1990 liquidiert. Im heutigen IFA-Industriepark sind 49 Unternehmen ansässig, die etwa 1160 Mitarbeiter beschäftigen. Das IFA-Museum Nordhausen zeigt viele Exponate aus der fast 90-jährigen Geschichte des Werks.

### Erzeugnisse Schlepper
- Traktor RS02 (Brockenhexe) mit 22 PS, bestehend aus Nachbauten von Vorkriegsentwicklungen für Motor und Getriebe (1949 bis 1952)
- Produktion des Traktors RS01/40 (Pionier) mit 40 PS, eine Entwicklung der Famo-Werke Breslau (1950 bis 1956). Eine Weiterentwicklung dieses Traktors mit der Typenbezeichnung RS 01/40-II (Typ Harz) wurde 1957 und 1958 produziert.
- Produktion des im Traktorenwerk Schönebeck entwickelten Traktors RS04/30 mit 30 PS (1953 bis 1956)
- Weiterentwicklung des RS04/30 zum RS14/30 (Famulus) mit 30 PS und wasser- und luftgekühlten Motorvarianten (1956 bis 1961)
- Weiterentwicklung des RS14/30 zum RS14/36 (Famulus) mit 36 PS und wasser- und luftgekühlten Motorvarianten (1960 bis 1964)
- RS14/46 mit wassergekühltem Motor mit 46 PS (1960 bis 1963)
- RT315 und RT325 als Weiterentwicklung der RS14-Baureihe (1964 und 1965)

### Erzeugnisse Motoren
- EM4, 90 PS (1965)
- 4 KVD 14,5/12, 110 PS (1965 bis 1967)
- 4 VD 14,5/12 SRW-1, 125 PS (1967 bis 1973)
- 4 VD 14,5/12 SRW-2, 125 PS (1973 bis 1990)
- 6 VD 13,5/12, 180 PS (1986–1990)

### Konsumgüter
- Fahrräder IFA – Touring
- Handwagen Rollfix